# テライユキ
テライユキ（寺井 有紀）は、漫画家・くつぎけんいちによってデザインされたバーチャルアイドルである。元々はくつぎの漫画『Libido』のヒロイン「寺井有紀」を3DCG化したもの。2000年前後のバーチャルアイドル（CGアイドル）の流行を代表するキャラクターである。

## 設定
公式設定では千葉県出身の2000年9月9日生まれ、17歳。ジャズ好きで尊敬するアーティストはサラ・ヴォーンとビリー・ホリディ。身長166cm。スリーサイズは86・59・85。職業はアイドル歌手とされる。
設定上は2000年9月9日生まれとされるが、3DCGのテライが発表されたのは1998年であり現実の来歴とは異なる。グラビアデビューとなった1998年の週刊ヤングジャンプ44号では、2017年のヤングジャンプのグラビアページを掲載したという趣向となっていた。2017年から来訪したタイムトラベラーとして紹介している場合や、くつぎによって作られたCGのキャラクターとしての現実の来歴をテライ自身に語らせている場合もある。設定上の職業は制作時点からアイドル歌手とされており、発表された翌年には実際に歌手デビューもしているが、当初はアイドル歌手などの活動の見込みがあったわけではなく、実際にくつぎが目標と考えていたのもグラビアに起用されることだった。なお、漫画『Libido』に登場する「寺井有紀」はアイドルではなく性風俗産業に従事する女性で年齢も異なる。

## 現実世界での経歴
テライユキの3DCGモデルは、元々はくつぎが漫画家としての仕事の合間に、3Dグラフィックソフト・Shadeを使って趣味で作り上げたものである。くつぎは1996年に仕事のためにMacintoshを導入したのを期に、仕事とは別に以前より関心を持っていた3DCGに打ち込むようになったという。テライのCGは「日本人のかわいい女の子を」コンセプトとし、試行錯誤の末に自身の漫画『Libido』の「寺井有紀」をテンプレートにして作られた。くつぎはリアルなものとアニメ的なものの中間を目指したという。1998年に完成したテライがくつぎのホームページや、「ギャルコン」と呼ばれたShade作品の展示サイト「Shadeな人々」で発表されると、ネット上で大きな評判となる。当時既に3DCGで作られた女の子のキャラクターは他にも存在していたが、テライがそれらより優れていたのはCGの技術だけでなくキャラクターの見せ方も理解した漫画家の手によって作られたためと言われる。
くつぎは、テライのShadeの広告への起用と、ヤングジャンプのグラビアページへの掲載という野望を持っていたが、その2つの野望は1998年のうちに達成された。テライを「ギャルコン」で発表したのも、Shadeの関係者も見ているだろうとの思惑からで、その思惑通り発表後早くにエクス・ツールス（当時のShadeの開発元）から打診を受けることになる。ヤングジャンプのグラビアについては、くつぎの当時の担当に話を持ちかけたものの、前例の無いものであるためなかなかOKが出なかったが、プレゼンテーション代わりにヤングジャンプのグラビアページを模した画像をホームページで公開するなどの努力が実り、1998年の44号で掲載が実現した。
その後は、CGキャラクターのプロデュース、版権管理会社「フロッグエンターテイメント」にプロデュースを委託し、タレント的な活動を本格的に始める。「フロッグエンターテイメント」は、3DCG雑誌『CG WORLD』の当時の編集長永田豊志が、くつぎにテライの写真集の企画を持ちかけたのをきっかけに1999年5月に設立した会社である。永田はテライの評判を聞きつけ、くつぎに写真集の企画を持ちかけたが、くつぎは自分ひとりでは無理で、これまでもそういった話は断っていると答えたと言う。そこで永田は、原作者からCGキャラクターを預かり、制作、広報、商品化などを担当するという仕組みを着想するにいたり、新たに設立した「フロッグエンターテイメント」のプロデュースによってテライの商品展開が行われることとなった。テライの声優を選定して声を当てられるようにし、CGも動画対応のため「3DStudioMAX」向けに再構築された。このとき声を当てたのは、オーディションで選ばれた当時24歳東京都内在住の女性とされるが、名前などは明らかにされていない。1999年から2002年ごろにかけ、テライは企業のキャンペーンやテレビ番組、CMへの出演、写真集、CD、ミュージックビデオ、ゲームソフトなどさまざまな媒体で活躍を見せた。なお、写真集はロケ地で人間の女性モデルを撮影しそれを元にCGを重ね合わせるという方法で作られており、通常の写真集の倍ほどの費用がかかったという。テレビ番組の出演では支払われる制作費だけではテライを動かすために必要な費用をまかなうことは出来ず、あくまでPRの機会として考えられていた。
またテライの登場は、美少女CG制作のブームを生んだ。1998年の末に発売されたテライのShade用モデリングデータは翌年の末までに1万5千本以上を販売し、3DCGソフトのShadeも大きく売り上げを伸ばした。芸能活動が行われなくなってからもモデリングデータの販売は続けられている。

## 年表
- 1997年
  - 「週刊ヤングジャンプ増刊・漫革」の2月20日号、6月8日号、6月26日号にて「寺井有紀」が登場するくつぎの漫画『Libido』が発表。
- 1998年
  - 8月 - 3DCGキャラクター「テライユキ」がくつぎのホームページなどで発表される。
  - 3DCGソフト・Shadeの広告に起用される。
  - 10月 - 週刊ヤングジャンプ44号にグラビア掲載。
  - 12月 -  Shade用データとして「Digital Beauty テライユキ 3Dデータコレクション」発売。
- 1999年
  - 3月 - 東京・お台場のアミューズメント施設「ネオジオ ワールド東京ベイサイド」のアトラクションにナビゲーターとして登場。初めて声と動く姿を披露した[12]。
  - 11月 - 写真集「Shangri La」、デビューシングル『ETC/BOHEMIA～ボヘミア～』を発売。写真集は限定1万5千部を一ヶ月で完売した[13]。
- 2000年
  - 4月 - フジテレビ、フジテレビ721の「テライユキのデジタルドリーム」にてテレビ初出演[14]。
  - 7月 - 2ndシングル『my dearest you』でavex traxよりメジャーデビュー。
  - 8月 - 初のミュージックビデオ『シークレットライブ』を発売。
  - 9月 - ライオン「エチケットライオン」のテレビコマーシャルに出演。袴田吉彦と共演する。
- 2005年
  - 8月 - モデリングデータをイーフロンティア社から発売されている3Dグラフィックソフト・Poser用にカスタマイズした「Poser フィギュアパック テライユキ」を発売。同年暮れに各種パーツのマイナーチェンジを施した「テライユキ2」が発売された。
- 2014年
  - 3月 - Shade 3D対応「テライユキ」発売。記念キャンペーンとしてテライユキ頭部データの無償配布が行われる[15]。
- 2015年
  - 3月 - CG雑誌『CGWORLD』の創刊200号記念で、同誌編集部と深い関わりのあった(上記現実世界での経歴参照)伝説的ヴァーチャルアイドルとして、表紙グラフィックを飾る[16]。CGはTransistor Studioによりリファインされた[17]。

## 出演・関連商品
- モデリングデータ
  - 「Digital Beauty テライユキ 3Dデータコレクション」（1998年12月24日、エクス・ツールス）
  - 「Shade Digital Beauty Classic テライユキ 3Dデータコレクション」（2005年3月11日、イーフロンティア）
  - 「Poser フィギュアパック テライユキ」（2005年8月12日、イーフロンティア）
  - 「Poser フィギュアパック テライユキ2」（2005年12月22日、イーフロンティア）
- キャンペーン
  - 日産セドリックWebナビゲーター
  - NEC PC98NXプロモCD-ROM
- 写真集
  - 『Shangri La』（1999年11月、ワークスコーポレーション）
  - 『東京ラビリンス』（2002年2月、ワークスコーポレーション）
- テレビ番組
  - 「テライユキのデジタルドリーム」（2000年4月、フジテレビ、フジテレビ721）
  - 「超V.I.P.」（フジテレビ、2000年4月から9月まで月1回のレギュラー出演[14][18]）
- テレビコマーシャル
  - エチケットライオン（ライオン、2000年9月から2001年9月まで放映）
  - エチケットダブルカプセル（ライオン）
- ゲーム
  - 『Primal Image Vol.1』（2000年4月27日、PlayStation 2用、アトラス）
- CD
  - 『ETC/BOHEMIA〜ボヘミア〜』（1999年11月1日、インディーズレーベル）
  - 『my dearest you』（2000年7月26日、avex trax）
- ミュージックビデオ
  - 『シークレット・ライブ』（VHS：2000年8月19日　DVD：2000年9月20日、ポニーキャニオン）
  - 『シークレット・フィルム』（VHS：2000年8月19日　DVD：2000年9月20日、ポニーキャニオン）
  - 『テライユキのダンシングクイーン vol.1』（VHS／DVD：2000年11月22日、avex trax）
  - 『テライユキのダンシングクイーン vol.2』（VHS／DVD：2000年11月22日、avex trax）
  - 『テライユキ in バーチャルハワイ vol.1』（VHS：2001年8月10日　DVD：2001年9月19日、ポニーキャニオン）
  - 『テライユキ in バーチャルハワイ vol.2』（VHS：2001年8月10日　DVD：2001年9月19日、ポニーキャニオン）